# Il Tao della fisica
Il Tao della fisica (titolo originale: The Tao of Physics: An Exploration of the Parallels Between Modern Physics and Eastern Mysticism) è il primo libro del fisico austro-americano Fritjof Capra, pubblicato nel 1975. Tradotto in italiano nel 1982, è divenuto un longseller dell'editore Adelphi solo a partire dall'edizione economica uscita nel 1989, da allora sempre ristampato.

## Contenuto
L'autore svolge un'analisi sulle analogie esistenti tra la fisica moderna - le teorie relativistiche e la quantistiche - e le filosofie religiose orientali, tra cui l'induismo, il Buddhismo Mahāyāna, e in particolare il taoismo e lo zen.
Capra considera significativo come, attraverso esperienze del tutto differenti — l'una (la fisica) attraverso l'empirismo razionale e codificato, e l'altra (la filosofia religiosa orientale) attraverso la meditazione e l'esperienza extra-sensoriale — giungano a conclusioni e considerazioni astratte, basate su principi di analogia concettuale, molto simili. La visione del mondo che ne deriva, e che accomunerebbe la fisica relativistica e quantistica alle filosofie religiose orientali, è completamente diversa dalla visione meccanicistica derivante da Newton.

## Opera correlata
- The Tao is silent, del logico Raymond Smullyan

## Edizioni italiane
- Il Tao della fisica, (The Tao of Physics: An Exploration of the Parallels Between Modern Physics and Eastern Mysticism, 1975), trad. di Giovanni Salio, Collana Biblioteca Scientifica n.4, Milano, Adelphi, 1982, ISBN 978-88-459-0513-1; Collana gli Adelphi n.4, Milano, Adelphi, 1989, ISBN 978-88-459-0689-3.